# Desorden del procesamiento sensorial
El trastorno del procesamiento sensorial o TPS (en inglés; sensory processing disorder o SPD, también conocido como disfunción de integración sensorial) es una afección que existe cuando la integración multisensorial no es procesada adecuadamente para proporcionar respuestas apropiadas a las demandas del entorno.
Los sentidos proporcionan información de diversas modalidades: visión, audición, tacto, olfato, gusto, propiocepción, interocepción y el sistema vestibular, que los humanos necesitan para funcionar. El trastorno del procesamiento sensorial se caracteriza por problemas significativos en la organización de sensaciones provenientes del cuerpo y el medio ambiente, y se manifiesta por dificultades en el desempeño en una o más áreas principales de la vida: productividad, ocio y juego o actividades de la vida diaria. Diferentes personas experimentan una amplia gama de dificultades cuando procesan información proveniente de una variedad de sentidos, particularmente táctil (e.j. sentir que ciertas telas causen picazón y sean difíciles de usar, y otras no lo sean), vestibular (e.j. experimentar mareo al conducir un automóvil) y propioceptiva (e.j. dificultad para medir la fuerza aplicada para sostener un bolígrafo para poder escribir).
La terapeuta ocupacional Anna Jean Ayres definió la integración sensorial en 1972 como "el proceso neurológico que organiza la sensación del propio cuerpo y del entorno y permite utilizar el cuerpo de manera efectiva dentro del entorno". El trastorno del procesamiento sensorial está ganando reconocimiento, aunque todavía no está reconocido en el Manual diagnóstico y estadístico de los trastornos mentales (DSM). A pesar de sus defensas, todavía se debate si el TPS es realmente un trastorno independiente, o son síntomas observados de otros trastornos más reconocidos.

## Clasificación
Los trastornos del procesamiento sensorial se clasifican en tres categorías: trastorno de modulación sensorial, trastorno sensitivo-motor y trastorno de discriminación sensorial (como se define en la Clasificación Diagnóstica de la Salud Mental y los Trastornos del Desarrollo en la Infancia y la Primera Infancia).

### Trastorno de modulación sensorial (TMS)
La modulación sensorial se refiere a un complejo proceso del sistema nervioso central mediante el cual se ajustan los mensajes neuronales que transmiten información sobre la intensidad, frecuencia, duración, complejidad y novedad de los estímulos sensoriales. Los que padecen TMS presentan dificultades para procesar el grado de intensidad, duración y frecuencia. etc., de la información y pueden exhibir comportamientos con un patrón temeroso o ansioso, conductas negativas u obstinadas, comportamientos ensimismados que son difíciles de abordar, creativos, o buscando sensaciones de forma activa.
TMS consta de tres subtipos:
1. Hiper-responsividad sensorial.
2. Hipo-responsividad sensorial.
3. Interés o búsqueda sensorial.

### Trastorno sensitivo-motor (TSM)
El trastorno sensitivo-motor muestra una respuesta motora desorganizada como resultado del procesamiento incorrecto de la información sensorial que afecta el control postural, lo que resulta en un trastorno postural o un trastorno del desarrollo de la coordinación.
Los subtipos de TSM son:
1. Dispraxia
2. Trastorno postural

### Trastorno de discriminación sensorial (TDM)
El trastorno de discriminación sensorial implica el procesamiento incorrecto de la información sensorial. El procesamiento incorrecto de la información visual o auditiva, por ejemplo, puede verse en falta de atención, desorganización y bajo rendimiento escolar.
Los subtipos del TDM son:
1. Visual: los ojos se utilizan para distinguir colores, luz, forma y tamaño;
2. Auditivo: los oídos se utilizan para percibir los sonidos;
3. Táctil: los receptores de la piel se utilizan para discernir la forma, el tamaño, la textura y la temperatura;
4. Gustativo: la lengua se usa para determinar la textura y el sabor;
5. Olfativo: la nariz se usa para interpretar los olores;
6. Vestibular: el oído interno se usa para determinar la posición del cuerpo en relación con la gravedad y el suelo;
7. Propiocepción: los receptores en los músculos y las articulaciones se utilizan para determinar dónde se encuentran las partes del cuerpo en el espacio

## Cuadro clínico[16][17]
Los síntomas pueden variar de acuerdo al tipo de trastorno y el subtipo presente. TPS puede afectar uno o múltiples sentidos. Si bien muchas personas pueden presentar uno o dos síntomas, el trastorno del procesamiento sensorial debe tener un claro impacto funcional en la vida de la persona.

### Señales de hiper-reactividad[18]
Desagrado con ciertas texturas como las que se encuentran en telas, alimentos, productos de aseo u otros materiales que se encuentran en la vida diaria, a los que la mayoría de las personas no reaccionarían.
- Evitar las multitudes y lugares ruidosos
- Mareo por movimiento sin causa médica
- Negarse a besar, acariciar o abrazar debido a la experiencia negativa provocada por la sensación táctil (que no debe confundirse con timidez o dificultad social)
- Grave incomodidad, enfermedad o amenaza inducida por sonidos, luces, movimientos, olores, sabores o incluso sensaciones internas, como los latidos del corazón.
- Selectividad con la comida
- Trastornos del sueño (despertarse con sonidos leves, problemas para conciliar el sueño debido a la sobrecarga sensorial)
- Dificultad para calmarse, sintiéndose constantemente bajo estrés

### Señales de hipo-responsividad
- Dificultad para despertarse
- Lentitud y baja capacidad de respuesta
- Falta de conciencia del dolor u otras personas
- Sordera aparente incluso cuando la función auditiva ha sido probada
- Dificultad con el entrenamiento para ir al baño, falta de conciencia de si está mojado o sucio

### Búsqueda sensorial[19]
- Inquietud
- Buscar o hacer ruidos fuertes e inquietantes
- Escalar, saltar y estrellarse contra algo
- Buscar sensaciones "extremas"
- Chupar o morderse los dedos, ropa, lápices, etc.

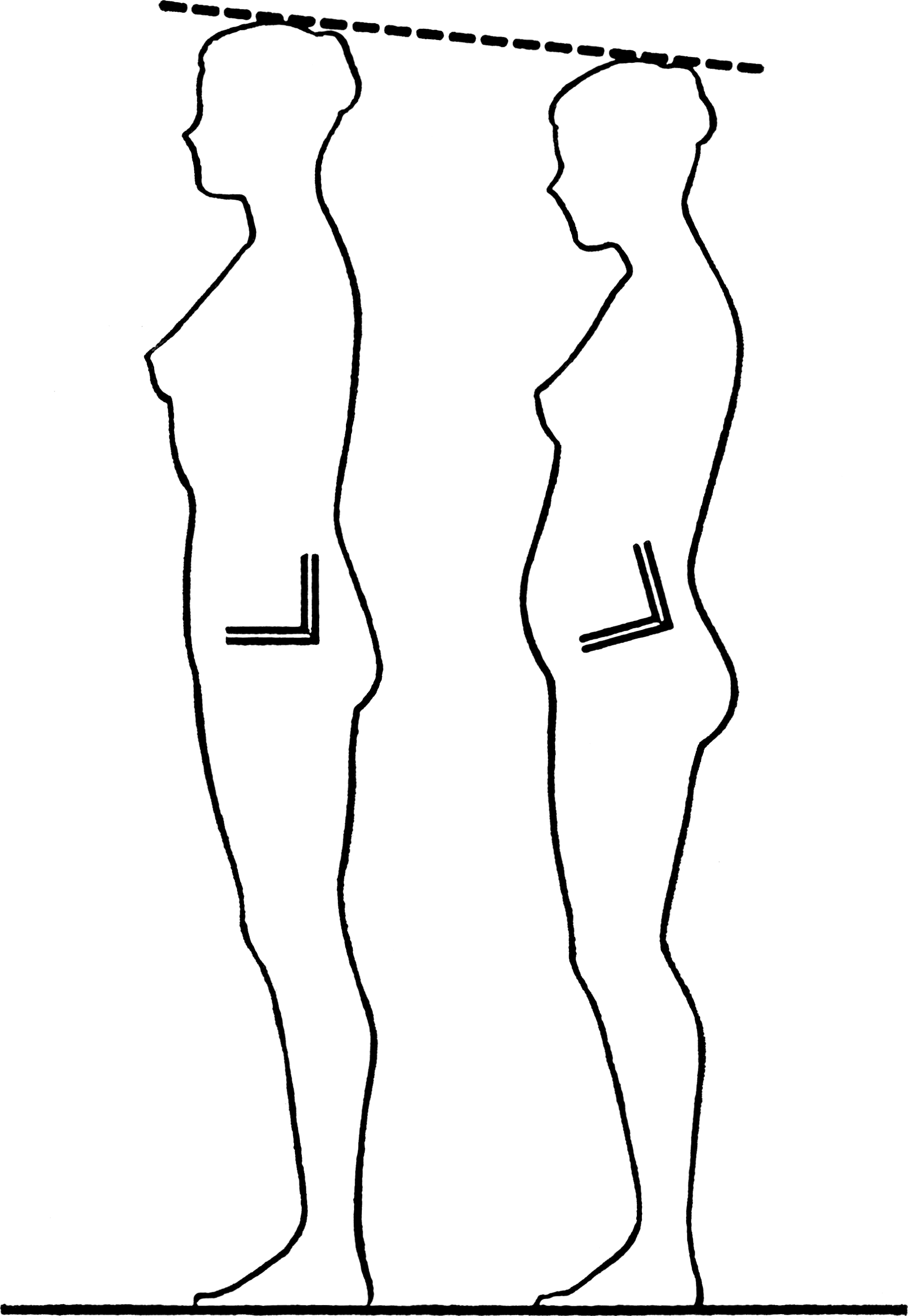
Mala postura con inclinación pélvica anterior

- Impulsividad

### Problemas sensitivo-motores
- Movimientos lentos y descoordinados
- Mala escritura
- Mala postura
- Tardanza en gatear, pararse, caminar o correr
- Verbosidad para evitar tareas motoras
- Problemas de discriminación sensorial
- Las cosas se caen constantemente
- Dificultad para vestirse y comer
- Se aplica una fuerza inapropiada al manipular objetos

### Otras señales y síntomas
- Pobre integración del equilibrio y reflejos de elevación
- Bajos patrones del tono muscular en los sistemas de músculos extensores y flexores contra la gravedad
- Tono central probre
- Bajo control postural
- Nistagmo deficiente
- Presencia de reflejos no integrados como el reflejo tónico asimétrico del cuello
- Seguimiento desigual del ojo
- Astereognosis táctil deficiente
- Praxis motora, ideacional o construccional inadecuada
- Dificultades al planificar el movimiento utilizando información de retroalimentación
- Dificultades al planificar el movimiento utilizando información retroactiva

## Etiología
La causa exacta de TPS es desconocida. Sin embargo, se sabe que el mesencéfalo y el tronco del encéfalo del sistema nervioso central son los primeros centros en la ruta de procesamiento para la integración multisensorial, estas regiones cerebrales están involucradas en procesos que incluyen la coordinación, la atención, la excitación y la función autónoma. Después de que la información sensorial pasa a través de estos centros, se dirige a las regiones cerebrales responsables de las emociones, la memoria y las funciones cognitivas de nivel superior. El trastorno del procesamiento sensorial no solo afecta la interpretación y la reacción a los estímulos en las áreas del mesencéfalo, sino que también afecta a varias funciones superiores. El daño en cualquier parte del cerebro involucrada en el procesamiento multisensorial puede causar dificultades para procesar adecuadamente los estímulos de una manera funcional.

### Investigación
La investigación actual en el procesamiento sensorial se centra en encontrar las causas genéticas y neurológicas del TPS. El EEG y la medición del potencial relacionado con eventos (ERP) se usan tradicionalmente para explorar las causas detrás de los comportamientos observados en el TPS. Algunas de las causas subyacentes propuestas por la investigación actual son:

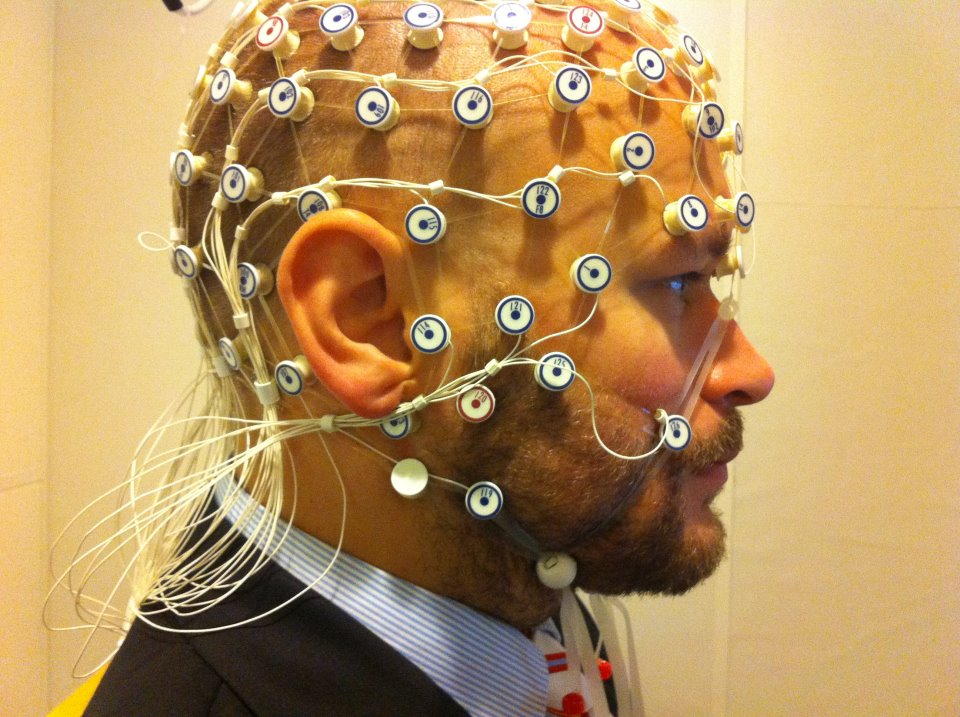
Monitoreo EEG

- Las diferencias en la receptividad táctil y auditiva muestran influencias genéticas moderadas, con la sensibilidad táctil mostrando una mayor heredabilidad. El análisis genético bivariado sugirió diferentes factores genéticos para las diferencias individuales en la HRS auditiva y táctil.[23]
- Las personas con déficits en el procesamiento sensorial tienen menos control sensorial electrofisiológico que la típica persona.[24][25]
- Las personas con hiper-responsividad sensorial pueden tener una cantidad aumentada del receptor D2 en el cuerpo estriado, relacionado con la aversión a los estímulos táctiles y la habituación reducida. En modelos animales, el estrés prenatal aumentó significativamente la evasión táctil.[26]
- Los estudios que usan potenciales relacionados con eventos (ERP) en niños con el subtipo sensorial hiper-responsivo encontraron una integración neural atípica del aporte sensorial. Diferentes generadores neuronales podrían activarse en una etapa más temprana del procesamiento de la información sensorial en personas con HRS que en individuos con desarrollo típico. La asociación automática de entradas sensoriales causalmente relacionadas que ocurre en esta etapa sensorial-perceptual temprana puede no funcionar adecuadamente en niños con HRS. Una hipótesis plantea que la estimulación multisensorial puede activar un sistema de nivel superior en la corteza frontal que involucra la atención y procesamiento cognitivo, en lugar de la integración automática de estímulos multisensoriales observados en adultos con desarrollo típico en la corteza auditiva.[27]
- Investigaciones recientes encontraron una microestructura anormal de sustancia blanca en niños con TPS, en comparación con niños típicos y aquellos con otros trastornos del desarrollo como el autismo y el TDAH.[28][29]

## Diagnóstico
El trastorno del procesamiento sensorial se acepta desde 1994 en la Clasificación Diagnóstica de Salud Mental y Trastornos del Desarrollo de la Infancia y la Primera Infancia (DC: 0-3R) y no se reconoce como un trastorno mental en manuales médicos como el CIE-10 o el DSM-5.
El diagnóstico se obtiene principalmente mediante el uso de pruebas estandarizadas, cuestionarios estandarizados, escalas de observación de expertos y observación de juego libre en un gimnasio de terapia ocupacional. La observación de las actividades funcionales también puede llevarse a cabo en la escuela y en el hogar. Algunas escalas que no se usan exclusivamente en las evaluaciones de TPS son usadas para medir la percepción visual, la función, la neurología y las habilidades motoras.
Dependiendo del país, el diagnóstico lo realizan diferentes profesionales, como terapeutas ocupacionales, psicólogos, especialistas en aprendizaje, fisioterapeutas y / o terapeutas del habla y el lenguaje. En algunos países, se recomienda una evaluación psicológica y neurológica completa si los síntomas son demasiado severos.

### Pruebas estandarizadas
- Las Observaciones Estructuradas de Integración Sensorial -Motor (SOSI-M)[34]
- Las Observaciones Exhaustivas de la Propiocepción (COP-R)[35]
- Test de Integración Sensorial y Praxis (SIPT)[36]
- Test de Integración Sensorial DeGangi-Berk (TSI)[37]
- Test de la Función Sensorial en Infantes (TSFI)[38]

### Cuestionarios estandarizados
- Perfil Sensorial (PS)[39]
- Perfil Sensorial para Niños de 3 a 5 años [35]
- Perfil Sensorial Adolescente / Adulto
- Perfil Sensorial para Padres y Tutores (SPSC)
- Indicadores de riesgo del Perfil de Conductas de Desarrollo (INDIPCD-R)[40]
- Medida de Procesamiento Sensorial (SPM)[41]
- Medida de Procesamiento Sensorial Preescolar (SPM-P)[41]
- Cuestionario para la Medición de la Responsividad Sensorial (CMSR/QMSR)[42]

### Otras pruebas
- Test de Observaciones Clínicas de Habilidades Motoras y Posturales (COMPS)[43]
- Método de Evaluación de la Percepción Visual, segunda edición (DTVP-2)[44]
- Prueba Beery-Buktenica del Desarrollo de la Integración Visomotriz, sexta edición (BEERY VMI)
- Escala de Función y Participación de Miller
- Test de Competencias motoras Bruininks Oseretsky, segunda edición (BOT-2)[45]
- Evaluación Conductual de la Función Ejecutiva, segunda edición (BRIEF-2)[46][47]

## Tratamiento
Se han desarrollado varias terapias para tratar el TPS, pero una revisión reciente de la investigación sobre la Terapia de Integración Sensorial (TIS) concluyó que el TIS es "ineficaz y  sus fundamentos teóricos y prácticas de evaluación no están validados". Además, los autores advirtieron que las técnicas TIS existen "fuera de los límites de la práctica basada en la evidencia establecida" y que el TIS es "un posible uso indebido de recursos limitados".

### Terapia de integración sensorial[17]

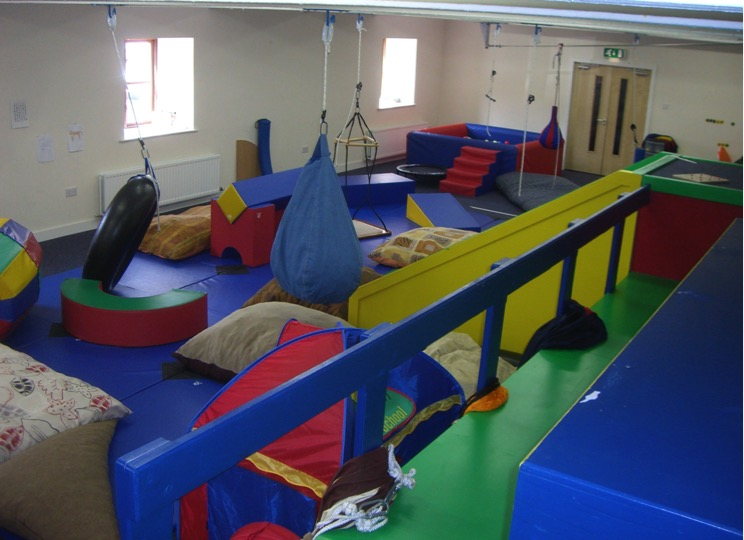
Clínica de Terapia Ocupacional (TO) con un énfasis en Integración Sensorial (IS).

Integración sensorial es un abordaje especializado dentro de la profesión de terapia ocupacional. Además de un profesional cualificado, se utilizan ambientes específicamente diseñados (ej. colchonetas, equipos para trepar, equipos que se suspenden desde el techo, etc.) para proporcionar experiencias sensoriales durante el juego que ayudan a organizar el sistema nervioso y obtener resultados específicos de tratamiento.
- Durante la sesión, el terapeuta ocupacional trabaja estrechamente con el niño para proporcionar un nivel de experiencia sensorial con el que pueda lidiar, y para estimular el movimiento dentro de la habitación.
- La terapia de integración sensorial está impulsada por cuatro principios:
  - Desafío correcto (el niño debe ser capaz de cumplir con éxito los desafíos que se presentan a través de actividades lúdicas)
  - Respuesta adaptativa (el niño adapta su comportamiento a estrategias nuevas y útiles en respuesta a los desafíos presentados)
  - Participación activa (el niño querrá participar porque las actividades son divertidas)
  - Dirigido a niños (las preferencias del niño se usan para iniciar experiencias terapéuticas dentro de la sesión)

### Terapia de procesamiento sensorial
Esta terapia conserva todos los cuatro principios mencionados anteriormente y agrega:
- Intensidad (la persona asiste a terapia diariamente por un período prolongado de tiempo)
- Enfoque en el desarrollo (el terapeuta se adapta a la edad maduracional de la persona, en vez de su edad cronológica)
- Evaluación sistemática de prueba-repetición (todos los clientes son evaluados antes y después)
- Impulsado por el proceso frente a la actividad (el terapeuta se centra en la conexión emocional "correcta" y el proceso que refuerza la relación)
- Educación para padres (sesiones de educación para padres están programadas en el proceso de terapia, así como la enseñanza del uso de herramientas y la aplicación de dietas sensoriales en casa)
- "Joie de vivre" (la felicidad de la vida es el objetivo principal de la terapia, obtenida a través de la participación social, la autorregulación y la autoestima)
- Combinación de mejores prácticas de intervención (a menudo va acompañada de terapia integrada del sistema de escucha, tiempo en el piso y medios electrónicos como Xbox Kinect, Nintendo Wii, entrenamiento con máquinas Makoto II y otros)

### Otros métodos

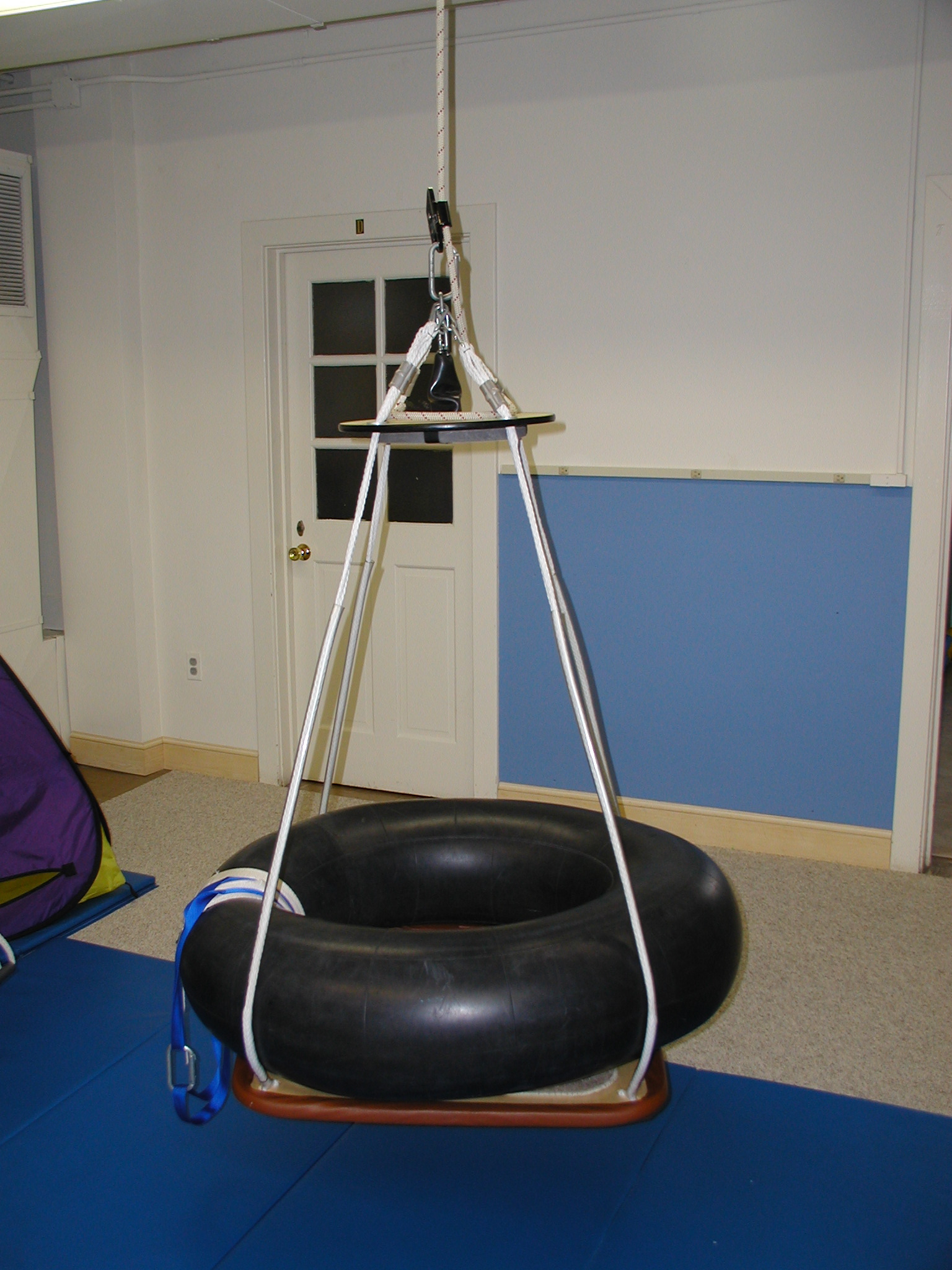
Una forma de estimular el sistema vestibular es a través de equipos colgantes como columpios de neumáticos

Algunos de estos tratamientos (por ejemplo, manejo sensori-motor) tienen un fundamento cuestionable y sin evidencia empírica. Otros tratamientos (por ejemplo, lentes con prismas, ejercicio físico y entrenamiento en integración auditiva) han tenido estudios con pequeños resultados positivos, pero se pueden hacer pocas conclusiones al respecto debido a los problemas metodológicos con los estudios. Aunque se han descrito tratamientos replicables y se conocen medidas de resultado válidas, existen vacíos en el conocimiento relacionado con la disfunción de la integración sensorial y terapias. El apoyo empírico es limitado, por lo tanto, se necesita una evaluación sistemática si se utilizan estas intervenciones.
Los niños con hipo-reactividad pueden estar expuestos a sensaciones fuertes como acariciarse con un cepillo, vibraciones o frotarse. El juego puede incluir una variedad de materiales para estimular los sentidos, como la plastilina o la pintura con los dedos.
Los niños con hiperreactividad pueden ser expuestos a actividades pacíficas, como música tranquila y balanceo suave en una habitación con poca luz. Las golosinas y las recompensas se pueden usar para alentar a los niños a tolerar actividades que normalmente evitarían.
Mientras los terapeutas ocupacionales usan un marco de referencia de integración sensorial para aumentar la capacidad del niño para procesar adecuadamente la información sensorial, otros TO pueden enfocarse en adaptaciones ambientales que los padres y el personal escolar pueden usar para mejorar la función del niño en el hogar, la escuela y la comunidad. Estos pueden incluir la selección de ropa suave y sin etiquetas, evitar la iluminación fluorescente y proporcionar tapones para los oídos para uso "de emergencia" (como en los simulacros de incendio).

### Adultos
Existe creciente evidencia que apunta y apoya la noción de que los adultos también muestran signos de dificultades en el procesamiento sensorial. En el Reino Unido, la investigación temprana y mejores resultados clínicos para los clientes evaluados con dificultades de procesamiento sensorial indican que la terapia puede ser un tratamiento apropiado. Los clientes adultos muestran una variedad de presentaciones que incluyen autismo y síndrome de Asperger, así como trastornos del desarrollo de la coordinación y algunas dificultades de salud mental. Terapeutas sugieren que estas presentaciones pueden surgir de las dificultades que encuentran los adultos con dificultades de procesamiento sensorial para tratar de superar los desafíos y las exigencias de participar en la vida cotidiana. Es importante tratar a los adultos no solo para enfocarse en la regulación sensorial, sino también para ayudarlos a desarrollar y mantener apoyos sociales. Los adultos que tienen una hiper-responsividad sensorial tienen niveles muy altos de ansiedad y depresión correlacionados, en comparación con los adultos que no tienen una hiper-responsividad. sensorial. Esto se correlaciona con la ausencia percibida de apoyos sociales. El trastorno del procesamiento sensorial también se puede relacionar con la calidad del sueño en los adultos. Esta correlación se puede observar especialmente en adultos que tienen umbrales neurológicos bajos (sensibilidad sensorial y evitación sensorial). Estas personas son más sensibles a los estímulos táctiles, auditivos y visuales que a menudo afectan su calidad de sueño.

## Epidemiología
Se estima que hasta el 16.5% de los niños en edad escolar presentan comportamientos de HRS elevados en las modalidades táctiles o auditivas. Sin embargo, esta cifra podría representar una subestimación de la prevalencia de hiper-responsividad sensorial, ya que este estudio no incluyó a los niños con trastornos del desarrollo o aquellos que nacieron prematuros, que son más propensos a presentarla.
Esta cifra es, sin embargo, más grande de lo que mostraron estudios previos con muestras más pequeñas: una estimación del 5-13% de los niños en edad escolar primaria. La incidencia para los subtipos restantes es actualmente desconocida.

## Relación con otros trastornos
Debido a que las condiciones comórbidas son comunes con problemas de integración sensorial, una persona también puede tener otras afecciones  Las personas que reciben el diagnóstico de trastorno del procesamiento sensorial también pueden presentar signos de problemas de ansiedad, TDAH, intolerancias alimentarias, trastornos del comportamiento y otros trastornos.

### Trastornos del espectro autista y dificultades en el procesamiento sensorial
El trastorno del procesamiento sensorial es una comorbilidad común con los trastornos del espectro autista y ahora se incluye como parte de la sintomatología en el DSM-5 (Manual diagnóstico y estadístico de los trastornos mentales).
Se señala que la sincronía anormalmente alta entre las cortezas sensoriales involucradas en la percepción y las regiones subcorticales que transmiten información desde los órganos sensoriales a la corteza tiene un papel central en la hipersensibilidad y otros síntomas sensoriales que definen el trastorno del espectro autista. La modulación sensorial ha sido el subtipo principalmente estudiado. Las diferencias son mayores para la hipo-resposividad (por ejemplo, chocarse contra las cosas) que para la hiper-responsividad (por ejemplo, angustia por ruidos fuertes) o para la búsqueda sensorial (por ejemplo, movimientos rítmicos). Las respuestas pueden ser más comunes en los niños: un par de estudios encontraron que los niños autistas tenían una percepción táctil deteriorada, mientras que los adultos autistas no.
El Cuestionario de Experiencias Sensoriales ha sido desarrollado para ayudar a identificar los patrones de procesamiento sensorial de niños que pueden tener autismo.

### TDAH
Se especula que TPS pueda ser un diagnóstico erróneo para personas con problemas de atención. Por ejemplo, un estudiante que no repite lo que se ha dicho en clase (debido al aburrimiento o la distracción) puede ser referido para una evaluación de la disfunción de integración sensorial. El estudiante puede ser entonces evaluado por un terapeuta ocupacional para determinar por qué tienen dificultades para concentrarse y asistir, y tal vez también sea evaluado por un audiólogo o un patólogo del habla y el lenguaje para problemas de procesamiento auditivo o problemas de procesamiento del lenguaje. De manera similar, un niño puede ser diagnosticado erróneamente con "trastorno por déficit de atención e hiperactividad (TDAH)" porque se ha observado impulsividad, cuando en realidad esta impulsividad se limita a la búsqueda o evitación sensorial. Un niño puede saltar de su asiento en clase regularmente a pesar de múltiples advertencias y amenazas debido a que su pobre propiocepción (conciencia corporal) hace que se caiga de su asiento, y su ansiedad sobre este problema potencial hace que evite sentarse cuando sea posible. Si el mismo niño puede permanecer sentado después de que le den un cojín inflable lleno de baches para sentarse (lo que le da más información sensorial), o si puede permanecer sentado en su casa o en un aula particular, pero no en su aula principal, es una señal de que se necesita más evaluación para determinar la causa de su impulsividad.

### Otras comorbilidades
Diversas condiciones pueden involucrar el TPS, como el trastorno obsesivo-compulsivo, esquizofrenia, deficiencia de succínico semialdehído deshidrogenasa, enuresis nocturna primaria, exposición prenatal al alcohol, dificultades en el aprendizaje y personas con lesión cerebral traumática o que han tenido implantes cocleares, distintos problemas en el aprendizaje,  y pueden tener afecciones genéticas tales como el síndrome del X frágil.

## Controversias
Existen dudas con respecto a la validez del diagnóstico. El TPS no está incluido en el DSM-5 ni en el CIE-10, las fuentes de diagnóstico más utilizadas en el cuidado de la salud. La Academia Estadounidense de Pediatría (AAP) declara que no existe un marco universalmente aceptado para el diagnóstico y recomienda precaución contra el uso de terapias de tipo "sensorial" a menos que sea parte de un plan de tratamiento integral. De hecho, en una declaración de 2012, la AAP declara que "dado que no existe un marco universalmente aceptado para el diagnóstico, generalmente no se debe diagnosticar el trastorno del procesamiento sensorial". Cuando un terapeuta ocupacional recomienda la terapia de integración sensorial, la AAP indica que el terapeuta es consciente de que "los padres deben ser informados de que la cantidad de investigación sobre la efectividad de la terapia de integración sensorial es limitada e inconclusa". Como tal, la mayoría de los seguros de salud consideran que la terapia de integración sensorial es "de investigación" y no la cubrirá. En los Estados Unidos y el Reino Unido, no es probable que el trastorno sensorial califique a una persona para recibir beneficios por discapacidad, por lo que los partidarios del trastorno del procesamiento sensorial recomiendan que se diagnostique a un niño por un trastorno relacionado que los calificará para un seguro por discapacidad. Una revisión reciente de la investigación sobre la Terapia de Integración Sensorial (TIS) concluyó que el TIS es "ineficaz y que sus fundamentos teóricos y prácticas de evaluación no están validados". Además, los autores advirtieron que las técnicas TIS existen "fuera de los límites de la práctica establecida basada en la evidencia" y que el TIS es "un posible uso indebido de recursos limitados".

### Manuales
TPS está en el Manual de diagnóstico para Infancia y Primera Infancia de Stanley Greenspan, como parte de Trastornos de Regulación del Procesamiento Sensorial en la Clasificación Diagnóstica de Cero a Tres, pero no está reconocido en los manuales CIE-10 ni en el DSM-5 recientemente actualizado. Sin embargo, la reactividad inusual a la información sensorial o el interés inusual en los aspectos sensoriales se incluye como un criterio posible pero no necesario para el diagnóstico del autismo.

### Diagnóstico erróneo
Algunos afirman que el trastorno del procesamiento sensorial es un diagnóstico distinto, mientras que otros argumentan que las diferencias en la capacidad de respuesta sensorial son características de otros diagnósticos y no es un diagnóstico independiente. El neurocientífico David Eagleman ha propuesto que el TPS puede ser una forma de sinestesia, una condición perceptual en la que los sentidos se mezclan. Específicamente, Eagleman sugiere que en lugar de una entrada sensorial "que se conecte al área de color [de una persona] [en el cerebro], se está conectando a un área que involucra dolor, aversión o náuseas".
Los investigadores han descrito un trastorno de sobreestimulación sensorial hereditario tratable que cumple con los criterios de diagnóstico para el trastorno por déficit de atención y la disfunción de integración sensorial.

### Distinguiendo el TPS del autismo
Estudios recientes han ayudado a diferenciar fisiológicamente a niños en desarrollo típico de niños con TPS y de niños con autismo. Aproximadamente el 1% de la población infantil de los Estados Unidos ha sido diagnosticado con autismo, mientras que aproximadamente el 5-16% de los niños tienen dificultades para procesar la información sensorial. En un estudio reciente realizado por Owen et al., se usó la imagen del tensor de difusión (DTI) para examinar los tractos de sustancia blanca en un grupo de niños con trastorno del procesamiento sensorial en comparación con un grupo de niños con desarrollo típico. Los resultados del estudio mostraron una menor microestructura de la sustancia blanca, particularmente en el cerebro posterior, en los niños con TPS en comparación con los niños con un desarrollo típico. Este hallazgo ilustra una variación fisiológica en un área del cerebro que involucra el procesamiento sensorial y la integración, lo que puede ayudar a explicar algunos de los desafíos que afrontan los niños con TPS. Este estudio en particular sugirió que se puede usar DTI en el diagnóstico y la diferenciación de TPS y autismo.
En un estudio de seguimiento relacionado con la diferenciación del TPS del autismo, Chang et al. examinó las diferencias del tracto de materia blanca en un grupo de niños con TPS en comparación con un grupo de niños con autismo, y también en relación con un grupo de niños en desarrollo típico. Los resultados de este estudio mostraron una conectividad de materia blanca significativamente menor entre los lóbulos parietal y occipital en los niños con TPS y TEA en comparación con los niños con desarrollo típico. Como se indicó anteriormente, estas conexiones juegan un papel importante en la percepción e integración sensorial. Sin embargo, el estudio solo encontró conectividad reducida en el lóbulo temporal del grupo de niños con TEA. Esta área del cerebro contribuye al procesamiento social y emocional. Estos hallazgos revelan una asociación significativa entre el circuito de materia blanca y el progreso cognitivo, particularmente en las áreas de integración auditiva, habilidades sociales, memoria y atención. Estos hallazgos pueden ayudar a guiar el tratamiento y proporcionar intervenciones más personalizadas para niños con SPD, ASD y otros diagnósticos. Sin embargo, es necesario realizar más investigaciones con grupos más grandes y prestar más atención a otros cambios en los circuitos neuronales.

### Investigación
Una revisión reciente de la investigación sobre Terapia de Integración Sensorial (TIS) concluyó que el TIS es "ineficaz y que sus fundamentos teóricos y prácticas de evaluación no están validados". Además, los autores advirtieron que las técnicas TIS existen "fuera de los límites de la práctica establecida basada en la evidencia" y que el TIS es "un posible uso indebido de recursos limitados".

## Historia
Los trastornos del procesamiento sensorial se describieron por primera vez en profundidad por la terapeuta ocupacional Anna Jean Ayres (1920-1989). Según los escritos de Ayres, una persona con TPS tendría una capacidad reducida para organizar la información sensorial a medida que entra por los sentidos.

### Modelo original
El marco teórico de Ayres para lo que ella llamó Integración sensorial se desarrolló después de seis estudios analíticos factoriales de poblaciones de niños con discapacidades de aprendizaje, discapacidades motrices perceptivas y niños en desarrollo normales. Ayres creó la siguiente nosología basada en los patrones que aparecieron en su análisis factorial:
- Dispraxia: mala planificación motora (más relacionada con el sistema vestibular y la propiocepción)
- Mala integración bilateral: uso inadecuado de ambos lados del cuerpo simultáneamente
- Defensividad táctil: reacción negativa a los estímulos táctiles
- Déficits perceptuales visuales: mala percepción de la forma y el espacio y funciones motoras visuales
- Somatodispraxia: mala planificación motora (relacionada con información deficiente proveniente de los sistemas táctil y propioceptivo)
- Problemas de lenguaje auditivo

Se pensaba que los déficits del lenguaje visual perceptivo y auditivo tenían un fuerte componente cognitivo y una relación débil con los déficits de procesamiento sensorial subyacentes, por lo que no se consideran déficits centrales en muchos modelos de procesamiento sensorial.
En 1998, Mulligan realizó un estudio con 10,000 conjuntos de datos, cada uno representando un niño individual. Ella realizó análisis factoriales confirmatorios y exploratorios, y encontró patrones similares de déficit con sus datos tal como lo hizo Ayres.

### Modelo por cuandrantes
La nosología de Dunn utiliza dos criterios: tipo de respuesta (pasiva vs activa) y umbral sensorial a los estímulos (bajo o alto) creando 4 subtipos o cuadrantes:
- Umbrales neurológicos altos

1. Registro bajo: umbral alto con respuesta pasiva. Las personas que no perciben las sensaciones y, por lo tanto, participan en un comportamiento pasivo.[59]
2. Búsqueda de sensaciones: umbral alto y respuesta activa. Aquellos que buscan activamente un rico ambiente sensorial.[59]

- Umbral neurológico bajo

1. Sensibilidad a los estímulos: bajo umbral con respuesta pasiva. Individuos que se distraen e incomodan cuando están expuestos a la sensación pero que no limitan activamente ni evitan la exposición a la sensación.[59]
2. Evitación de sensaciones: umbral bajo y respuesta activa. Las personas limitan activamente su exposición a las sensaciones y, por lo tanto, son auto reguladores elevados.[59]

### Modelo de procesamiento sensorial
En la nosología de Miller, la "disfunción de integración sensorial" pasó a denominarse "trastorno del procesamiento sensorial" para facilitar el trabajo de investigación coordinado con otros campos como la neurología ya que "el uso del término integración sensorial a menudo se aplica a un proceso neurofisiológico celular en lugar de una respuesta conductual a información sensorial como fue connotado por Ayres." La nosología actual de los trastornos del procesamiento sensorial fue desarrollada por Miller, basada en principios subyacentes neurológicos.

### Otros modelos
Una amplia variedad de enfoques han incorporado la sensación para influir en el aprendizaje y el comportamiento.
- El Programa de Alerta para la Autorregulación es un enfoque complementario que fomenta la conciencia cognitiva de la atención a menudo con el uso de estrategias sensoriales para apoyar el aprendizaje y el comportamiento.
- Otros enfoques utilizan principalmente experiencias sensoriales pasivas o estimulación sensorial basadas en protocolos específicos, como el Enfoque de Wilbarger y el Protocolo Vestibular-Oculomotor.

## Abogacía
La American Occupational Therapy Association (AOTA) apoya el uso de una variedad de métodos de integración sensorial para aquellos con trastornos del procesamiento sensorial. La organización ha apoyado la necesidad de realizar más investigaciones para aumentar la cobertura de seguros para terapias relacionadas. También han hecho esfuerzos para educar al público sobre la terapia de integración sensorial. Las guías de práctica de AOTA actualmente respaldan el uso de la terapia de integración sensorial, y la educación y colaboración interprofesional para optimizar el tratamiento para las personas con trastornos del procesamiento sensorial. La AOTA proporciona varios recursos relacionados con la terapia de integración sensorial, algunos de los cuales incluyen una hoja de datos, nuevas investigaciones y oportunidades de educación continua.